# Alejandra Moffat
Alejandra Moffat Varas (Los Ángeles, 1982) es una escritora y guionista chilena. Por su novela Mambo ha sido catalogada como representante del estilo chileno conocido como literatura de los hijos.

## Biografía
Nacida en la ciudad chilena de Los Ángeles, Moffat estudió teatro en Concepción, dramaturgia en la Pontificia Universidad Católica de Chile y cine documental en la Escuela de Cine de Chile.
En 2005 y 2011 ganó la Muestra Nacional de Dramaturgia de Chile. En diciembre de ese mismo año Sangría Editora publica su primera novela El hacedor de camas.
En 2013 estrenó Candelaria, su primer cortometraje documental. La cinta fue ganadora a mejor ópera prima en SURDOCS, además de obtener el premio del público y la mención honrosa en la categoría mejor cortometraje nacional en Cine B. Al año siguiente, fue becaria del FONCA en el Programa de Residencias Artísticas para Creadores de Iberoamérica y de Haití en México.
Moffat es coguionista de las películas 1976 de Manuela Martelli, La casa lobo y Los Hiperbóreos de Joaquín Cociña y Cristóbal León, Antitropical de Camila José Donoso y Todas las cartas que nunca envié de José Luis Torres Leiva.
Ha dictado talleres y cursos de dramaturgia, guion y escritura creativa en la Universidad Alberto Hurtado, Universidad Mayor, Universidad Adolfo Ibáñez, Fundación para las Letras Mexicanas y la Universidad Nacional Autónoma de México.

## Reconocimientos
En 2022 recibió el Premio Pedro Sienna al mejor guion por 1976, película coescrita con Martelli. Al año siguiente, fue nominada al Premio Platino al mejor guion por la misma película.
En 2023, Mouffat también recibió el segundo lugar en la categoría Novela de los Premio Mejores Obras Literarias Publicadas, otorgado por el Ministerio de las Culturas, las Artes y el Patrimonio.

## Recepción
A raíz de la novela Mambo, la crítica literaria chilena Patricia Espinosa reseñó: 
“Moffat escribe con soltura, crea atmósferas bullentes en indicios de doble vínculo sobre el estado de la familia y del país, y atrapa la infancia con una prosa diligente, fuertemente vitalista y con un importante dejo de frescura, no obstante el ambiente cargado de signos fatales". 

## Libros

### Novelas
- 2011: El hacedor de camas (Sangría)
- 2022: MAMBO (Montacerdos)[11]

### Cuentos
- 2017: Vivir allá (Ventana Abierta, antología)
- 2019: Avisa cuando llegues (Bifurcaciones, antología)
- 2019: Nada (Alacraña, antología)